# Hir Sári
Hir Sári, született Hirsch Sarolta (Budapest, Erzsébetváros, 1896. január 19. – Budapest, 1978. január 30.) háromszoros Liszt Ferenc-díjas zongoraművész, pedagógus, Molnár Imre felesége és Molnár Zsuzsa muzeológus, művészettörténész anyja.

## Élete
Hirsch László technikus és Czekauer Karolina (1873–1938) lánya. A budapesti Zeneakadémián Szendy Árpád növendéke volt, majd Bécsben Sauer Emilnél tanult tovább. 1918-ban Fodor-ösztöndíjjal zongoratanári, 1920-ban zongoraművészi diplomát szerzett. Az 1920-as években itthon és Európában mint koncertező művész különösen Liszt-interpretációival aratott sikert. Zongorakísérőként közreműködött férje dalestjein. 1945 után a Fővárosi Zeneiskola Szervezet keretében tanított. 1959-ben adta utolsó önálló koncertjét. Az 1970–71-es tanév elején vehette át aranydiplomáját.

## Magánélete
Házastársa Molnár Imre volt, akihez 1924. július 5-én Budapesten ment feleségül.